# Guido Cominotto

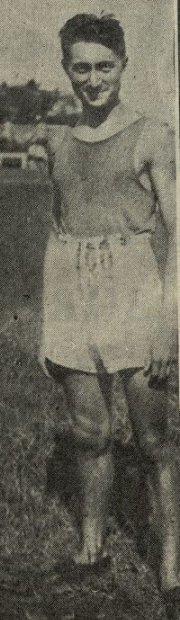
Guido Cominotto (1901–1967)

Guido Cominotto (* 4. Oktober 1901 in Mestre; † 9. März 1967) war ein italienischer Sprinter und Mittelstreckenläufer.
1924 wurde er bei den Olympischen Spielen in Paris Sechster in der 4-mal-400-Meter-Staffel.
Bei den Olympischen Spielen 1928 erreichte er über 800 m das Halbfinale und schied in der 4-mal-400-Meter-Staffel.
Zweimal wurde er Italienischer Meister über 400 m (1922, 1923) und viermal über 800 m (1922–1924, 1926).

## Persönliche Bestzeiten
- 400 m: 51,0 s, 1922
- 800 m: 1:55,6 min, 30. Mai 1926, Bologna